# Not Ready to Make Nice
«Not Ready to Make Nice» —en español: «No (estoy/estamos) preparada(s) listo para hacer las paces»— es una canción coescrita e interpretada por la banda de música country Dixie Chicks (actualmente The Chicks). Fue lanzado en junio de 2006 como el primer sencillo del séptimo álbum de estudio de la banda, Taking the Long Way. Sigue siendo el mayor éxito de la banda en Estados Unidos hasta la fecha. La canción fue escrita por Natalie Maines, Martie Maguire, Emily Robison y Dan Wilson.
En 2007 ganó tres Premios Grammy en las categorías de Grabación del Año, Canción del Año y Mejor Interpretación Country por un dúo o grupo con vocal.
En 2009, la revista Rolling Stone nombró «Not Ready to Make Nice» la 77.ª mejor canción de la década.

## Tema y precedentes
En el año 2003, con ocasión de la guerra de Irak, las integrantes de The Dixie Chicks declararon durante un concierto en Londres su oposición a la guerra y su vergüenza de que el presidente George W. Bush fuera nativo de Texas. Las declaraciones les ocasionaron muchos problemas en Estados Unidos, especialmente en el entorno de la música country, incluyendo llamamientos al boicot e incluso amenazas directas.
La canción recoge sus sentimientos tras el paso de algunos años, de forma bastante directa. 

## Video musical
El video musical para «Not Ready to Make Nice», dirigida por Sophie Muller, utiliza el contraste de colores oscuros y blancos. El vídeo comienza con una escena de Natalie pintando las ropas blancas de los otros dos miembros de la banda, Martie y Emily, con pintura de color negro, que simboliza el boicot de la banda. Entonces, Natalie es visto con un vestido negro con sus manos en un charco de pintura negro. En otra escena, los miembros de la banda están sentados en una silla y cuando Natalie se levanta para decir algo, Martie y Emily tirar de ella hacia atrás en la silla. Entonces, Natalie y las otras Dixie Chicks se ven en un entorno que se parece a una clase y el maestro envía a Natalie escribir el inglés proverbio «Para hablar sin pensar es disparar sin apuntar» en la pizarra. En las escenas finales de la de vídeo, Natalie se ve frente a tres médicos en lo que parece ser una institución mental, tratando de escapar de ellos. El video termina con un tiro cercano de Natalie.

## Versiones
En 2007, La cantante brasilera Wanessa Camargo realizó una versión Not Ready to Make Nice en Portugués, titulado «Não Tô Pronta pra Perdoar».

## Posicionamiento en listas

### Listas semanales
| Listas (2006-07)                    | Mejor posición |
| ----------------------------------- | -------------- |
| Australia (ARIA)                    | 18             |
| German Singles Chart                | 89             |
| Irish Singles Chart                 | 47             |
| Sweden Top 40                       | 20             |
| Swiss Singles Chart                 | 22             |
| UK Singles Chart                    | 70             |
| Estados Unidos (Billboard Hot 100)  | 4              |
| Estados Unidos (Hot Country Songs)  | 36             |
| Estados Unidos (Adult Top 40)       | 29             |
| Estados Unidos (Adult Contemporary) | 32             |

### Posición fin de año
| Listas (2006)    | Posición |
| ---------------- | -------- |
| Australia (ARIA) | 96       |
| Listas (2007)    | Posición |
| Australia (ARIA) | 98       |